# Adalgis
Adalgis (også: Adelchis; født før 760, død 788) var en langobardisk prins, søn af langobardernes konge Desiderius og hans kone Ansa.
Adalgis syntes oprindeligt at have været forlovet med Karl den Stores søster Gisela. Men et ægteskabet blev forhindret af stridighederne mellem frankerne og langobarderne. Efter at Adalgis og Desiderius var blevet besejret af Karl den Store i Pavia i år 774, søgte Adalgis tilflugt i den østromerske hovedstad Konstantinopel, hvor han blev tildelt rangen patricier. Han håbede at være i stand til at generobre Lombardiet med hjælp fra kejserinde Irene, men da han endelig fik chancen i 787, blev han besejret af en koalition bestående af frankere og den nye fyrste af Benevento, hans søstersøn Grimoald. Adalgis flygtede tilbage til Konstantinopel, hvor han døde kort efter i 788.
Alessandro Manzoni lod sig inspirere af Adalgis til sin tragedie Adelchi.